# Gyulakeszi
Gyulakeszi è un comune dell'Ungheria di 727 abitanti (dati 2001). È situato nella contea di Veszprém.